# Droga wojewódzka nr 367
Droga wojewódzka nr 367 (DW367) – droga wojewódzka łącząca DK3 w Jeleniej Górze z DK5 w Kamiennej Górze oraz DK35 w Wałbrzychu, o długości około 62 km.

## Miejscowości leżące przy trasie DW367
- Jelenia Góra (DK3, DK30)
- Łomnica
- Mysłakowice
- Kostrzyca
- Kowary (DW366)
- Ogorzelec (DW368, DW369)
- Leszczyniec
- Szarocin
- Kamienna Góra (DK5)
- Borówno
- Czarny Bór
- Jabłów (DW376)
- Boguszów-Gorce
- Wałbrzych

Ograniczenia w ruchu pojazdów ciężarowych:
- W Mysłakowicach oraz Kostrzycy mosty oznakowane zakazem wjazdu dla pojazdów o masie przekraczające 15T.
- W Czarnym Borze wiadukt kolejowy nad drogą oznakowany zakazem wjazdu dla pojazdów wyższych niż 3,9m.

W II połowie 2016 most w Mysłakowicach został poddany remontowi.